# پژوهشنامه علوم سیاسی
پژوهشنامهٔ علوم سیاسی، فصلنامه ای علمی پژوهشی و متعلق به انجمن علوم سیاسی ایران است. اولین شمارهٔ این فصلنامه در زمستان ۱۳۸۴ به چاپ رسیده وتا کنون به‌طور مرتب ادامه انتشار یافته‌است. قلمرو موضوعی این فصلنامه شامل حوزه‌های علوم سیاسی و روابط بین‌الملل و نیز مطالعات میان رشته‌ای مرتبط می‌باشد. هدف انجمن علوم سیاسی ایران از انتشار فصلنامه تلاش در جهت افزایش سطح آموزش و پژوهش علوم سیاسی و روابط بین‌الملل در ایران است.

## ارکان مجله
مدیر مسئول
مجتبی مقصودی
سردبیر
علی کریمی مله
اعضای هیئت تحریریه
طاهره ابراهیمی فر، قاسم افتخاری، محمد رضا تاجیک، امیر محمد حاجی یوسفی، محسن خلیلی، سید کاظم سجادپور، حسین سلیمی، حسین سیف زاده، ارسلان قربانی شیخ نشین، علی کریمی مله، مجتبی مقصودی